# Domenico Morfeo
Domenico Morfeo (San Benedetto dei Marsi, 16 gennaio 1976) è un ex calciatore italiano, di ruolo centrocampista.

## Biografia
Anche suo fratello Mario è stato un calciatore. Dopo avere lasciato l'ambiente del calcio è tornato a Parma dove gestisce un ristorante.

## Caratteristiche tecniche
Era un trequartista dotato di eccellente tecnica di base che gli consentiva di giocare in diversi ruoli offensivi: ala sinistra o seconda punta. Giocatore di talento, agile e creativo, era abile nel fornire assist e nell'andare in gol con l'eccellente piede sinistro. Ciò gli valse inizialmente il confronto con il suo idolo Roberto Baggio, così come  Rivera e Maradona, portandolo a essere soprannominato Maradonino. Sebbene non fosse un giocatore particolarmente prolifico, possedeva un tiro preciso e potente da fuori area ed era uno specialista dei calci piazzati.  

## Carriera

### Giocatore

#### Club

##### Gli inizi
Entra nel settore giovanile dell'Atalanta, squadra che lo esamina e lo ingaggia all'età di 14 anni su segnalazione di Mino Favini. Arriva all'Atalanta grazie anche al tecnico Bixio Liberale, suo allenatore e osservatore orobico. Debutta in Serie A a 17 anni il 19 dicembre 1993, in una partita che vede la vittoria dell'Atalanta sul Genoa per 2-1.
Nella stessa stagione del suo debutto colleziona 9 presenze realizzando anche 3 reti. Il 13 marzo 1994 in Atalanta-Lecce 3-4 entra al 75' minuto e mette a segno il suo primo e secondo gol in Serie A con una doppietta che non evita però la sconfitta ai bergamaschi a causa della rete del 4-3 del Lecce al 90'. A fine stagione la squadra retrocede in Serie B.
Nella stagione 1994-1995 totalizzò 18 presenze e 3 reti contribuendo alla promozione dell'Atalanta. Nella stagione 1995-1996, a 19 anni, Morfeo totalizzò 30 presenze realizzando 11 reti. Nel frattempo giocò parecchie partite nella Nazionale Under-21.
La permanenza dell'Atalanta in Serie A convinse Morfeo a firmare per un altro anno per il club di Bergamo. Nell'ultima stagione a Bergamo (1996-1997) Morfeo si confermò collezionando 26 presenze, 5 reti e molti assist per i compagni (soprattutto Filippo Inzaghi, che diverrà capocannoniere del torneo e col quale litigherà per la battuta d'un calcio di rigore).

##### Gli anni in giro per l'Italia
Durante il mercato estivo Cecchi Gori si aggiudicò il giocatore per 8,5 miliardi di lire: ingaggiato inizialmente come vice-Rui Costa, riuscì dopo qualche partita a diventare titolare assieme al campione portoghese. Fu poi l'arrivo in maglia viola di Edmundo che lo fece tornare in panchina; in seguito, Morfeo affermerà che c'erano «delle pressioni» per far giocare titolare l'attaccante brasiliano. In due stagioni a Firenze totalizzò 26 presenze e 5 gol.
Nelle stagioni successive fu preso inizialmente in prestito dal Milan dove, così com'era successo in maglia viola, faticò a trovare spazio tra i titolari. Con i rossoneri il bottino fu di sole 11 presenze ma riuscì a contribuire comunque alla conquista dello scudetto rossonero del 1998-1999 provocando l'autorete di Magoni in Bologna-Milan (2-3) e fornendo a Oliver Bierhoff l'assist per il gol-vittoria sette giorni dopo in Milan-Salernitana (3-2).
Nella prima parte della stagione successiva andò in prestito al Cagliari, dove collezionò 5 presenze con un'unica rete. Con il mercato riparatore di gennaio venne girato in prestito al Verona, sempre in Serie A, allenata da Cesare Prandelli, conosciuto ai tempi delle giovanili dell'Atalanta: con la maglia gialloblù realizzò 5 reti in 10 presenze, contribuendo così alla salvezza della squadra scaligera.
Nella stagione 2000-2001 tornò a Firenze di passaggio, poiché la Fiorentina decise di cederlo nuovamente in prestito. Tornato all'Atalanta totalizzò 17 presenze e 5 reti. La stagione successiva terminò con la retrocessione della squadra, in cui Morfeo totalizzò 18 presenze e 2 reti. La società viola fallì poi nell'estate del 2002 e Morfeo si ritrovò svincolato.
Venne quindi prelevato dall'Inter di Massimo Moratti, che lo ingaggiò a parametro zero nella stagione 2002-2003. Nell'Inter era una riserva, collezionando in 17 presenze e 1 rete in campionato (contro la Roma in un pirotecnico match finito 2-2); segnò anche, per la prima e unica volta in carriera, una rete in Champions League nella vittoria in trasferta contro il Newcastle (1-4).
Proprio in Coppa avverrà l'episodio che chiuderà, di fatto, l'esperienza nerazzurra: nella partita decisiva per la qualificazione ai quarti di finale contro il Bayer Leverkusen, litigherà con Emre per tirare un calcio di rigore: alla fine andò sul dischetto proprio Morfeo, che però si fece parare il tiro e successivamente venne sostituito. L'Inter vincerà comunque per 2-0, ma da lì in avanti il fantasista non giocherà più in Champions League, ed in campionato calcherà il campo solo per due spezzoni.

##### Parma
Nell'estate 2003 passò in comproprietà per un milione al Parma e nella prima stagione totalizzò 23 presenze e 4 reti. L'anno successivo rimase in Emilia e fu autore di una grande stagione (il cui bilancio fu di 31 presenze, 8 reti e numerosi assist per il centravanti Gilardino), tanto che nell'estate del 2005 i crociati acquisirono completamente il suo cartellino dall'Inter per 7,5 milioni di €.
Nel 2006-2007, stagione per lui abbastanza travagliata, realizzò invece una sola rete, nel 2-2 di Siena. Nella stagione successiva non fu mai impiegato dal primo minuto e le sue sporadiche apparizioni avvennero spesso a partita già chiusa.

##### Brescia e Cremonese
Il 17 luglio 2008 firmò un contratto biennale con il Brescia, ma dopo soli due mesi, in cui giocò solo una partita di Coppa Italia, annunciò la volontà di rescindere il contratto con le rondinelle, facendo nascere delle speculazioni circa la fine della sua carriera agonistica, provatesi false quando all'inizio del 2009 è tornato al calcio giocato con il suo ex allenatore Emiliano Mondonico alla Cremonese.
Nel 2010 ha ripreso a giocare in seconda categoria, nel San Benedetto dei Marsi, squadra del paese natio dove ha trascorso l'infanzia. Morfeo lascia definitivamente il calcio giocato a febbraio 2011.

#### Nazionale

Totti, Morfeo e Chiesa in nazionale nel 1996 per uno stage riservato ai migliori giovani italiani dell'epoca

Dal 1991 al 1992 ha fatto parte dell'Under-15-16 italiana, collezionando 7 presenze e due gol. Nel 1993 è la volta della chiamata con l'Under-18, con cui segna sei gol in 6 incontri disputati. Le ottime prestazioni sia con gli azzurrini che in campionato convincono nel 1995 Cesare Maldini a convocarlo con l'Under-21, con cui gioca da protagonista gli Europei di categoria di Spagna 1996, che vede gli azzurrini vittoriosi in finale proprio contro la Spagna. In questa finale, in cui gli azzurrini terminarono i tempi supplementari in 9 sul punteggio di 1 a 1, lo stesso Morfeo fu incaricato di battere il calcio di rigore decisivo, che insaccò vittoriosamente alle spalle del portiere iberico Mora. Nel febbraio 1996 viene convocato in nazionale maggiore dal tecnico Arrigo Sacchi per uno stage.

### Dopo il ritiro
Nel 2015 apre ad Avezzano, in Abruzzo, un centro commerciale chiamato "Shopping Park Ten".
Trasferitosi stabilmente a Parma con la sua famiglia, ha lasciato il mondo del pallone per dedicarsi alla ristorazione e all'ospitalità. Nella città ducale infatti gestisce un ristorante, "Don Alfonso", e alcuni appartamenti ad uso turistico, il "Rooms Don Alfonso".

## Statistiche

### Presenze e reti nei club
Statistiche aggiornate al 2 novembre 2015.
| Stagione          | Squadra                 | Campionato        | Campionato | Campionato | Coppa nazionali | Coppa nazionali | Coppa nazionali | Coppe continentali | Coppe continentali | Coppe continentali | Altre coppe | Altre coppe | Altre coppe | Totale | Totale |
| Stagione          | Squadra                 | Comp              | Pres       | Reti       | Comp            | Pres            | Reti            | Comp               | Pres               | Reti               | Comp        | Pres        | Reti        | Pres   | Reti   |
| ----------------- | ----------------------- | ----------------- | ---------- | ---------- | --------------- | --------------- | --------------- | ------------------ | ------------------ | ------------------ | ----------- | ----------- | ----------- | ------ | ------ |
| 1993-1994         | Atalanta                | A                 | 9          | 3          | CI              | 2               | 0               | -                  | -                  | -                  | -           | -           | -           | 11     | 3      |
| 1994-1995         | Atalanta                | B                 | 18         | 3          | CI              | 0               | 0               | CAI                | 1                  | 0                  | -           | -           | -           | 19     | 3      |
| 1995-1996         | Atalanta                | A                 | 30         | 11         | CI              | 7               | 1               | -                  | -                  | -                  | -           | -           | -           | 37     | 12     |
| 1996-1997         | Atalanta                | A                 | 26         | 5          | CI              | 1               | 0               | -                  | -                  | -                  | -           | -           | -           | 27     | 5      |
| 1997-1998         | Fiorentina              | A                 | 24         | 5          | CI              | 5               | 1               | -                  | -                  | -                  | -           | -           | -           | 29     | 6      |
| 1998-1999         | Milan                   | A                 | 11         | 0          | CI              | 2               | 0               | -                  | -                  | -                  | -           | -           | -           | 13     | 0      |
| 1999-gen. 2000    | Cagliari                | A                 | 5          | 1          | CI              | 0               | 0               |                    | -                  | -                  |             | -           | -           | 5      | 1      |
| gen.-giu. 2000    | Verona                  | A                 | 10         | 5          | CI              | -               | -               | -                  | -                  | -                  | -           | -           | -           | 10     | 5      |
| 2000-gen. 2001    | Fiorentina              | A                 | 2          | 0          | CI              | 1               | 0               | CU                 | -                  | -                  | -           | -           | -           | 3      | 0      |
| gen.-giu. 2001    | Atalanta                | A                 | 17         | 5          | CI              | -               | -               | -                  | -                  | -                  | -           | -           | -           | 17     | 5      |
| Totale Atalanta   | Totale Atalanta         | Totale Atalanta   | 100        | 27         |                 | 10              | 1               |                    | 1                  | 0                  |             | -           | -           | 111    | 28     |
| 2001-2002         | Fiorentina              | A                 | 18         | 2          | CI              | 1               | 0               | CU                 | 3                  | 2                  | SI          | 1           | 0           | 22     | 4      |
| Totale Fiorentina | Totale Fiorentina       | Totale Fiorentina | 44         | 7          |                 | 7               | 1               |                    | 3                  | 2                  |             | 1           | 0           | 55     | 10     |
| 2002-2003         | Inter                   | A                 | 17         | 1          | CI              | 0               | 0               | UCL                | 10                 | 1                  | -           | -           | -           | 27     | 2      |
| 2003-2004         | Parma                   | A                 | 23         | 4          | CI              | -               | -               | CU                 | 1                  | 0                  | -           | -           | -           | 24     | 4      |
| 2004-2005         | Parma                   | A                 | 31+1       | 8+0        | CI              | -               | -               | CU                 | 4                  | 0                  |             | -           | -           | 36     | 8      |
| 2005-2006         | Parma                   | A                 | 23         | 2          | CI              | 1               | 0               |                    | -                  | -                  |             | -           | -           | 24     | 2      |
| 2006-2007         | Parma                   | A                 | 23         | 1          | CI              | -               | -               | CU                 | -                  | -                  |             | -           | -           | 23     | 1      |
| 2007-2008         | Parma                   | A                 | 11         | 1          | CI              | 1               | 0               |                    | -                  | -                  |             | -           | -           | 12     | 1      |
| Totale Parma      | Totale Parma            | Totale Parma      | 88+1       | 16+0       |                 | 2               | 0               |                    | 5                  | 0                  |             | -           | -           | 96     | 16     |
| 2008-gen. 2009    | Brescia                 | B                 | 0          | 0          | CI              | 1               | 0               | -                  | -                  | -                  | -           | -           | -           | 1      | 0      |
| gen.-giu. 2009    | Cremonese               | 1D                | 4          | 0          | CI+CI-LP        | -+3             | 2               | -                  | -                  | -                  | -           | -           | -           | 7      | 2      |
| 2010-feb. 2011    | San Benedetto dei Marsi | 2° Cat.           | 22         | 19         | -               | -               | -               | -                  | -                  | -                  | -           | -           | -           | 22     | 19     |
| Totale carriera   | Totale carriera         | Totale carriera   | 213+1      | 76+0       |                 | 25              | 4               |                    | 18                 | 3                  |             | 1           | 0           | 258    | 83     |

## Palmarès

### Club

#### Competizioni giovanili
- Campionato Allievi Nazionali: 1

Atalanta: 1991-1992
- Campionato Primavera: 1

Atalanta: 1992-1993
- Torneo di Viareggio: 1

Atalanta: 1993
- Trofeo Dossena: 1

Atalanta: 1993

#### Competizioni nazionali
- Campionato italiano: 1

Milan: 1998-1999

### Nazionale
- Campionato d'Europa Under-21: 1

Spagna 1996